# Contea di Sussex (Delaware)
La contea di Sussex (in inglese Sussex County) è una contea del Delaware meridionale, negli Stati Uniti. Il suo capoluogo è Georgetown ed è la contea più grande dello Stato per superficie.

## Geografia fisica
La contea confina a nord con la contea di Kent, ad est si affaccia sulla baia di Delaware e sull'Oceano Atlantico ed ha un confine marittimo con la contea di Cape May del New Jersey. A sud confina con le contee di Worcester e di Wicomico del Maryland ed a ovest con le contee di Wicomico, Dorchester e Caroline dello Stato del Maryland.
Il territorio è pianeggiante ed è situato dalla parte centro-orientale della penisola di Delmarva. Il confine settentrionale è in larga parte segnato dal fiume Mispillion e dal suo estuario nella baia del Delaware. Nell'area centrale scorre il fiume Broadkill che, avvicinandosi alla foce nell'Oceano, attraversa ampie paludi costiere protette dal Prime Hook National Wildlife Refuge. La costa meridionale è caratterizzata dalle ampie baie di Rehoboth Bay comunicante con quella di Indian River Bay nella quale defluiscono i fiumi Indian River e Pepper Creek. A sud tramite un canale la Indian River Bay comunica con la Assawoman Bay posta al confine con il Maryland. A nord un canale mette in comunicazione la Rehoboth Bay con la foce del fiume Broadkill.
L'area sud-occidentale è drenata dal fiume Nanticoke che scorre verso la baia di Chesapeake. Al confine meridionale si estende l'area paludosa delle Great Cypress Swamp.
Il capoluogo di contea è la città di Georgetown posta nell'area centrale.

### Contee confinanti
- Contea di Kent - nord
- Contea di Cape May (New Jersey) - nord-est
- Contea di Worcester (Maryland) - sud
- Contea di Dorchester (Maryland) - sud-ovest
- Contea di Wicomico (Maryland) - sud-ovest
- Contea di Caroline (Maryland) - nord-ovest

## Storia
Quando arrivarono i primi coloni europei, l'area era abitata dai nativi Lenape. La contea fu creata nel 1683 e fu chiamata così in onore dell'omonima contea inglese.

## Centri abitati

### Cities
- Lewes
- Milford
- Rehoboth Beach
- Seaford

### Towns

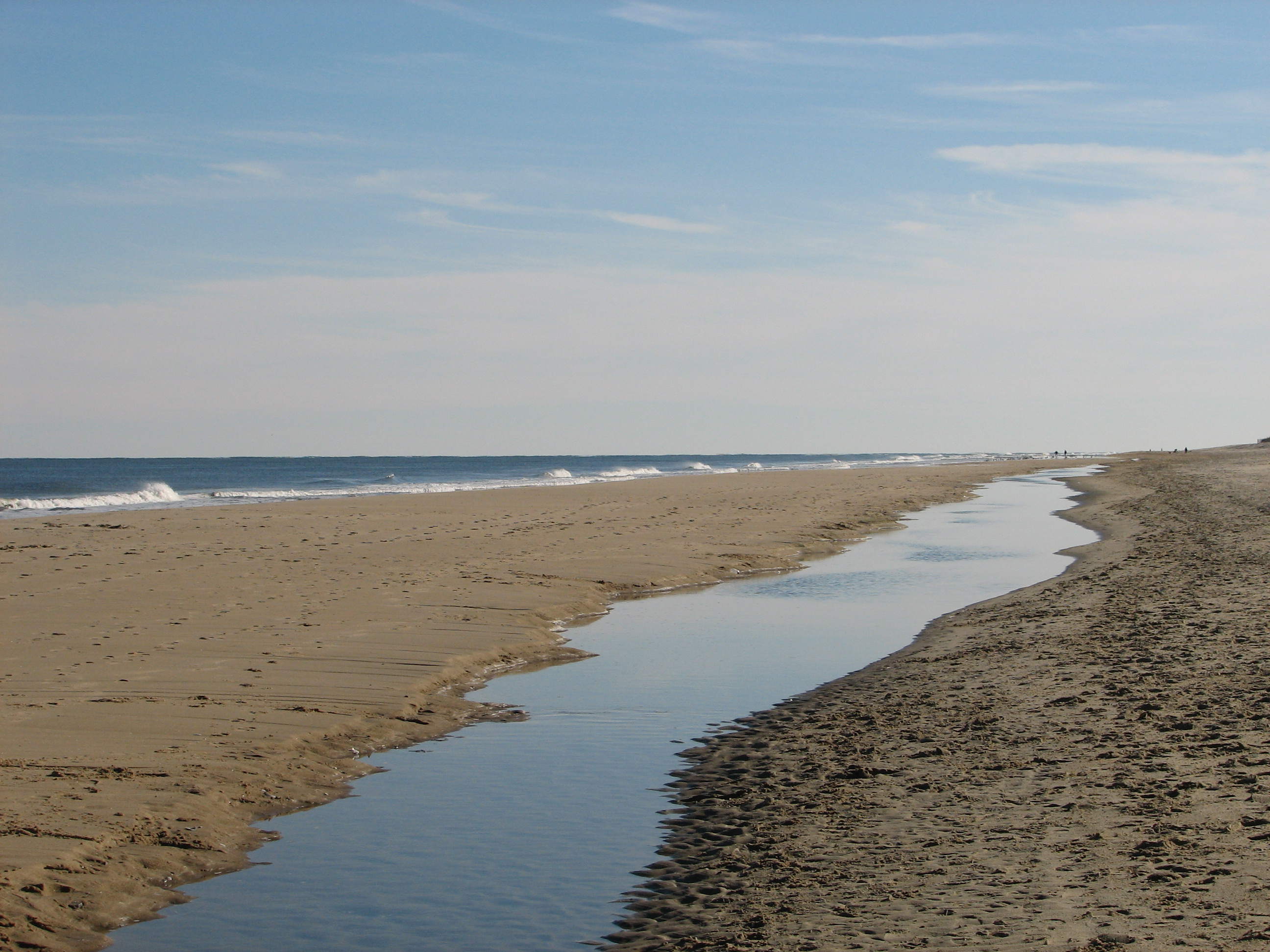
La spiaggia di Fenwick Island

| - Bethany Beach - Bethel - Blades - Bridgeville - Dagsboro - Delmar - Dewey Beach - Ellendale - Fenwick Island - Frankford - Georgetown | - Greenwood - Henlopen Acres - Laurel - Long Neck - Millsboro - Millville - Milton - Ocean View - Selbyville - Slaughter Beach - South Bethany |